# Wasserturm (Mannheim)
Der Wasserturm ist ein bekanntes Wahrzeichen Mannheims. Erbaut wurde der Turm von 1886 bis 1889 am heutigen Friedrichsplatz am östlichen Rand der Innenstadt nach den Plänen von Gustav Halmhuber. Der Turm ist 60 Meter hoch und hat einen Durchmesser von 19 Metern. Er war der erste städtische Wasserturm Mannheims und hatte anfangs alle Funktionen der Trinkwasserversorgung zu erfüllen, inklusive der Aufrechterhaltung eines konstanten Wasserdrucks. Nach dem Bau des höher gelegenen Wasserturms Luzenberg 1909 diente er noch bis zum Jahr 2000 als Reservehochbehälter. Das Turmbauwerk steht seit 1987 unter Denkmalschutz.

## Geschichte

### Vorgeschichte
Da Mannheim in der Rheinebene liegt, ist das Grundwasser nicht sehr tief unter der Erdoberfläche und daher oft von minderer Qualität. Deshalb schlug schon während der Regierungszeit des Kurfürsten Carl Ludwig (1680) der Handelsmann Helferich Geil vor, „Bergwasser von Rohrbach“ (heute ein Stadtteil von Heidelberg) nach Mannheim zu leiten. Bis ins 19. Jahrhundert hinein wurde der Wasserbedarf des kurfürstlichen Hofs durch den Oberen und den Unteren Fürstenbrunnen am Heidelberger Schloss gedeckt. Der kurpfälzische Baudirektor Johann Andreas von Traitteur schreibt im Jahr 1798 über diese Wassertransporte:

„Wegen Mangel eines gesunden, guten Brunnenwassers wurde, so lang die Hofhaltung in Mannheim war, täglich das nöthige Wasser für dieselbe aus dem Gebirg beigeführt. Bekanntlich mußte die Hofkammer einen besonderen dazu eingerichteten Wasserwagen halten, welcher täglich nach Heidelberg fuhr, und das Wasser aus dem Fürstenbrunnen oben im Schloßhof ablangte.“

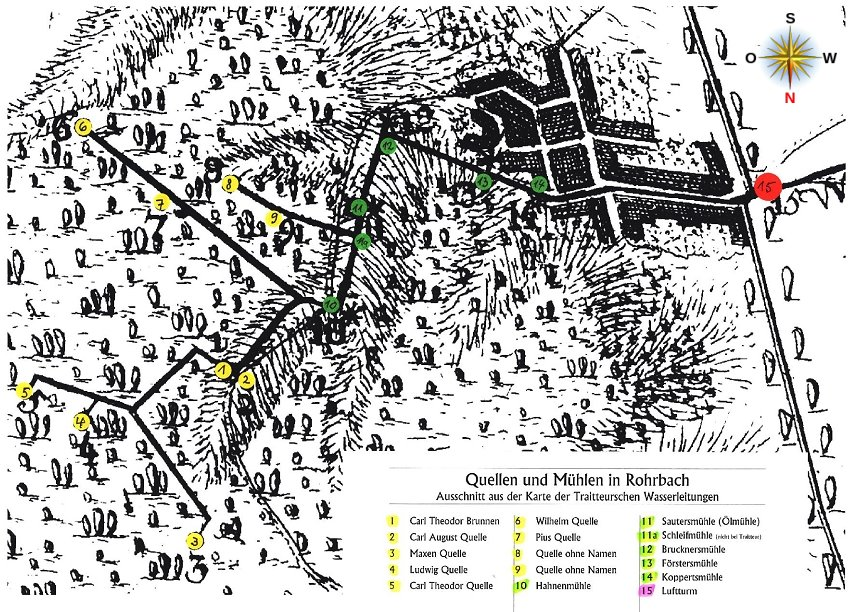
Fassung der Quellen in Rohrbach (Heidelberg)

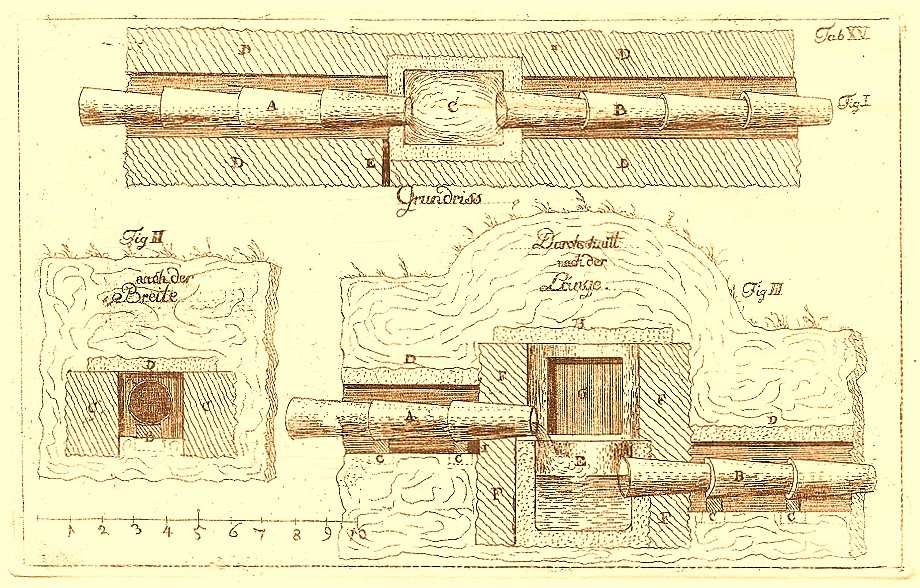
Grundriss der Wasserleitung mit Deichelröhren und Senkkasten

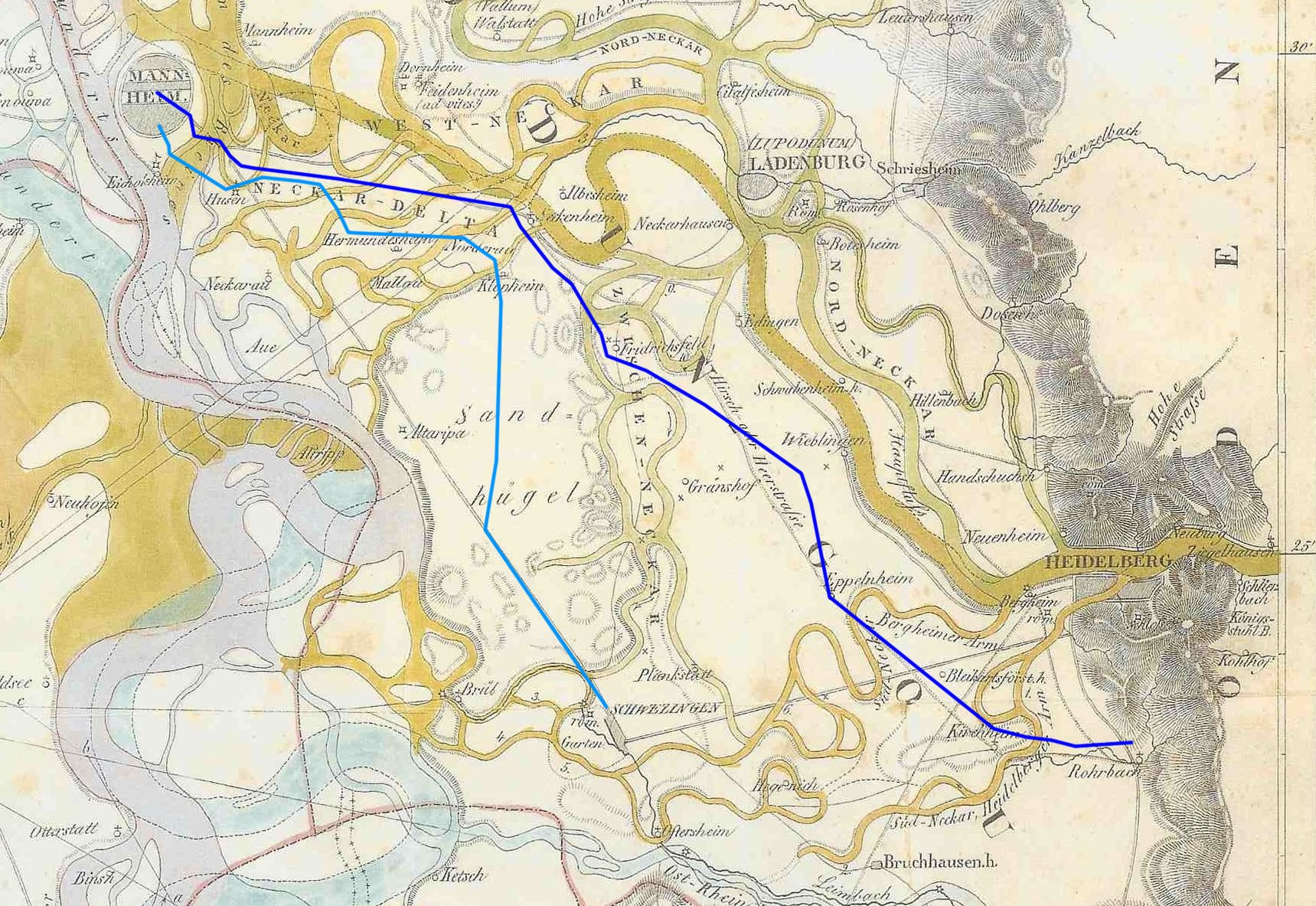
Lageplan der vorgesehenen Wasserleitung (dunkelblau), sowie der Ableitung des Leimbaches für die Festungsgräben (hellblau).
(angedeuteter Verlauf nach der „Special Karte“ des J.A. v. Traitteur, um 1790)

1739 ließ der ‚Minister von Hildesheim‘ acht Springbrunnen auf dem Paradeplatz bauen, das fehlende Wasser hierzu sollte der Architekt Bibiena von Rohrbach herbeiführen. Jedoch konnte er diese Arbeiten nicht mehr ausführen. Über 60 Jahre waren diese Springbrunnen ohne Wasser und die Mannheimer wurden dafür von Besuchern mit Gespött überzogen.
Im Jahr 1758 wurde der naturwissenschaftlich ausgebildete Jesuit Christian Mayer nach Frankreich geschickt, um dort alle Wasserleitungen in Augenschein zu nehmen. Pater Mayer schrieb nach seiner Rückkehr viel von Hydraulik, aber eine Wasserleitung wurde nicht gebaut.
Der Mannheimer Küfermeister Mannsperger schlug im Jahr 1770 vor, Wasser von Rohrbach in einem Weinschlauch (im Original ‚Kieferschlauch‘) nach Mannheim zu leiten. Sein Vorschlag wurde als wahnsinnig erklärt und von einer Kommission des Stadtrats abgeschmettert, weil dies mit 200.000 Gulden nicht zu bewerkstelligen sei.
1771 wollte ‚Meister Bisinger‘ eine Faßmaschine (Schöpfrad) nutzen, um das Rheinwasser in die Festungsgräben zu schöpfen. Die Schifferzunft protestiert gegen dieses Vorhaben. Auf dem Marktplatz waren zwischenzeitlich vier neue Springbrunnen aufgestellt worden, das dazu notwendige Wasser fehlte jedoch immer noch.
Sachverständige aus Bayern wurden nach Mannheim berufen und der kurpfälzische Ingenieurhauptmann Steimich wurde um Rat gebeten. Dieser machte eine Kostenberechnung von 210.000 Gulden, um das fließende Rheinwasser durch die Festungsgräben zu leiten. Nochmals den gleichen Betrag für den Bau einer Trinkwasserleitung von Rohrbach nach Mannheim. Diese und weitere Vorhaben wurden vom Minister Graf von Oberndorff negativ beschieden.
Über 24.000 Mannheimer Einwohner bezogen damals (1790 und in den folgenden Jahren) ihr Trinkwasser überwiegend aus Pumpbrunnen. In heißen Sommermonaten, in denen viel Wasser entnommen wurde, war das Trinkwasser eine übelriechende Brühe. Die Schwebstoffe im Brunnenwasser hatten durch die schnelle Entnahme keine Zeit sich abzusetzen. Ebenso verbreitete der Festungswassergraben, durch Austrocknung und dadurch entstehende Freilegung bzw. Ausdünstung des Morastes, einen fürchterlichen Gestank. Eine geschlossene Kanalisation gab es noch nicht und das durch die Trockenheit fehlende Spülwasser für die Abfälle, Fäkalien etc. ließ diese auf der Straße vermodern. Dies war neben dem Fleck- und Faulfieber mit der Hauptgrund der vielen Erkrankungen, die viele Mannheimer in jener Zeit in den Sommermonaten dahinraffte.

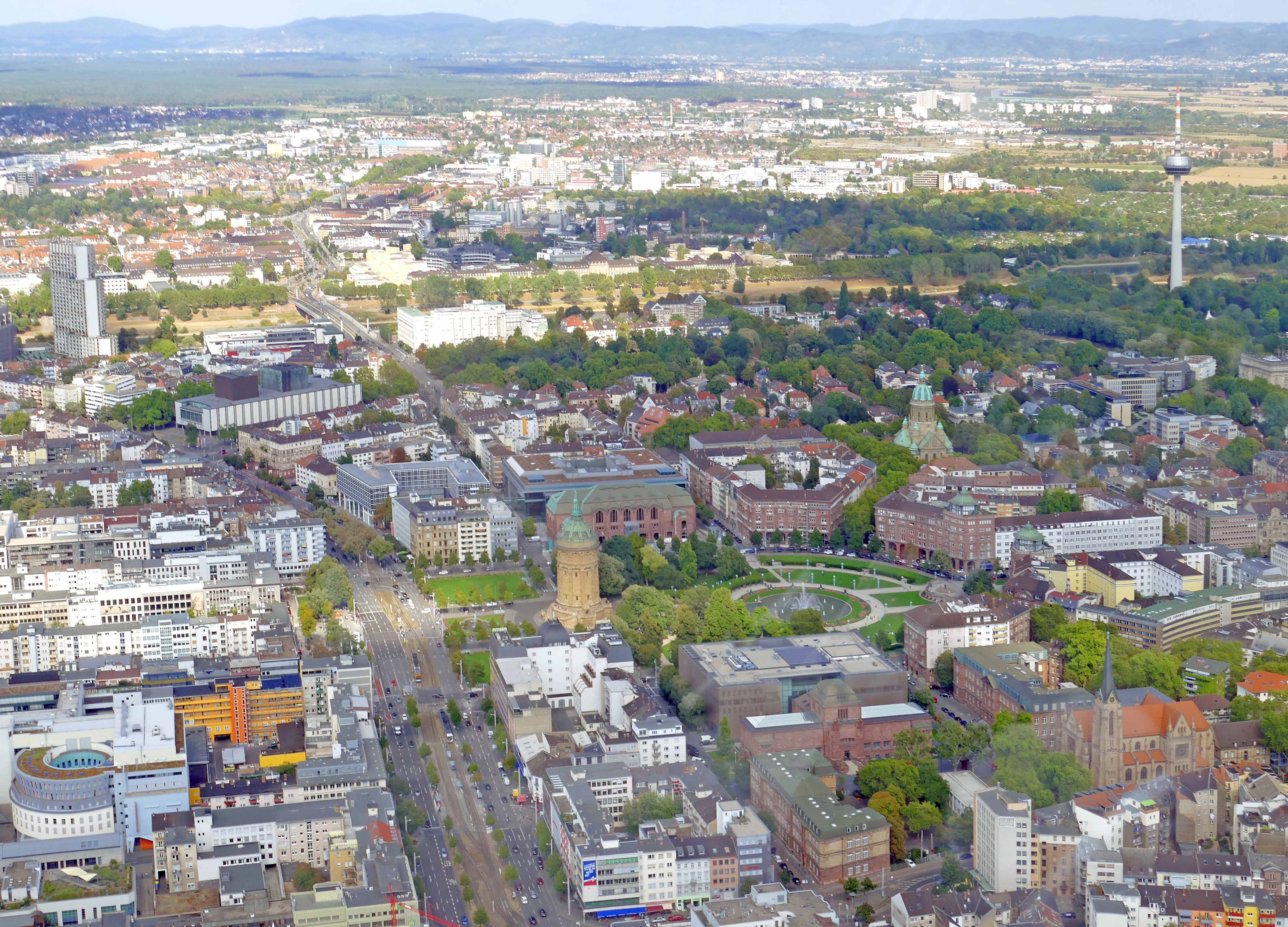
Luftbild von der Mannheimer Innenstadt um den Wasserturm herum

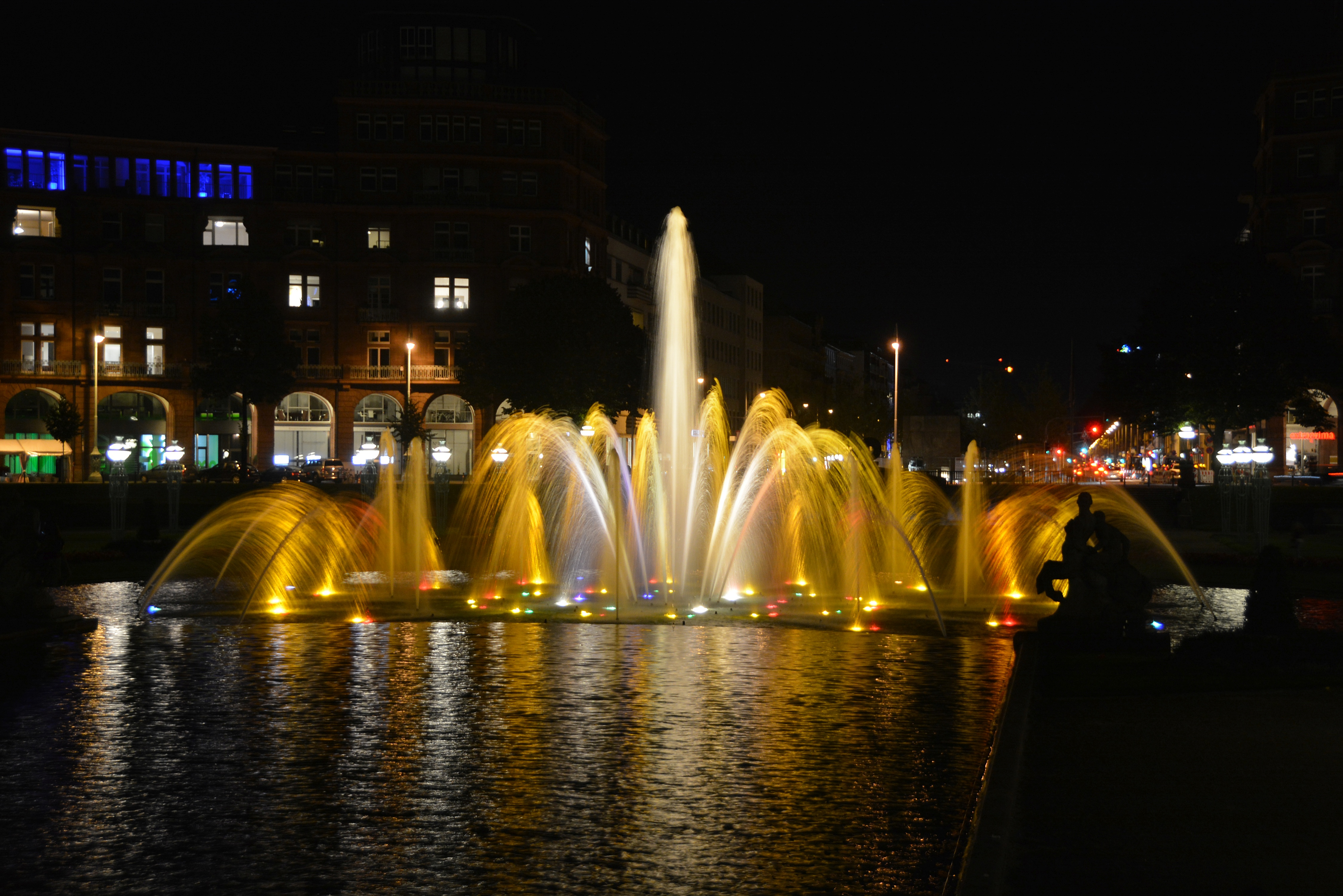
Wasserspiele am Mannheimer Wasserturm bei Nacht

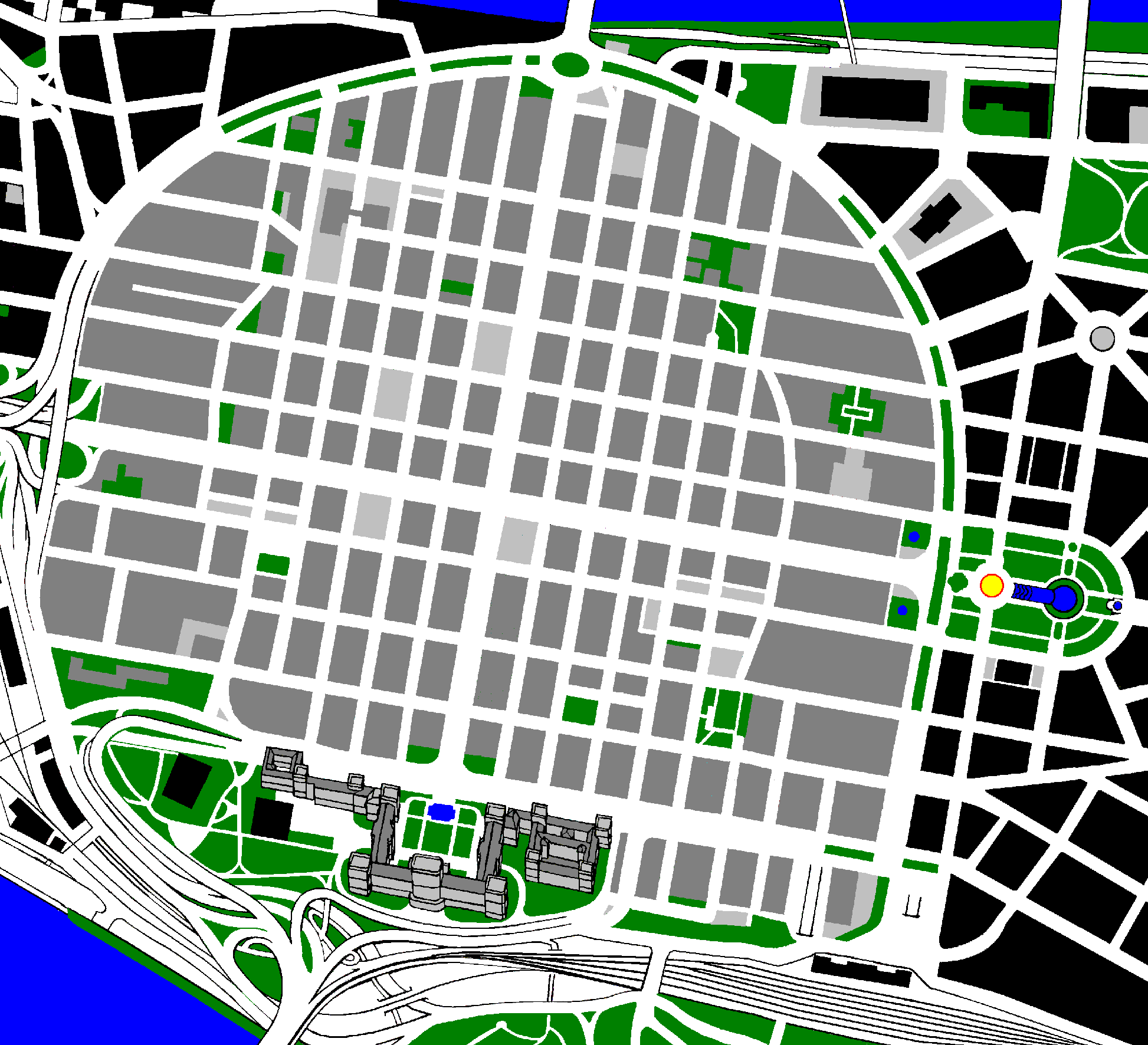
Lage am Rand der Mannheimer Innenstadt (gelber Punkt rechts)

Der US-amerikanische Physiker Benjamin Thompson aus Massachusetts veranlasste den kurpfälzischen Major und Administrationsrat Johann Andreas von Traitteur, sich mit der Wasserversorgungsfrage zu befassen. Mit dem Eingreifen von Traitteur wurde der Wendepunkt in der endlosen Diskussion erreicht. Er untersuchte die Wasserläufe oberhalb Rohrbachs und Wasseradern jenseits des Neckars.  Am 20. Juni 1790 reichte Traitteur dann endlich seine Denkschrift ein. Darin gab er an, innerhalb von zwei Jahren aus dem Gebirge bei Rohrbach genügend Wasser zum Trinken und zum häuslichen Gebrauch in ausreichender Menge nach Mannheim zu leiten, um damit zwölf Springbrunnen, verschiedene öffentliche Rohrbrunnen, das Mannheimer Schloss und viele Privatgebäude zu versorgen (insgesamt waren 54 Zapfstellen/Brunnen vorgesehen). Außerdem wurde v. Traitteur dazu verpflichtet, die Wasserleitung – vorschüssig – auf eigene Kosten zu bauen. Da Traitteur Privilegien gefordert hatte, trat eine Kommission zusammen, die sich mit diesen Bestimmungen abgab, und machte ihm Auflagen (jetzt mussten es 130 Brunnen sein), die Traitteur nötigten, seine Pläne zu ändern. Im zweiten Vertragsabschluss vom 1. März 1791 verpflichtete sich der Ingenieur, die Wasserleitung bis Ende des Jahres 1792 zu vollenden, denn dann sollte das goldene Regierungsjubiläum Karl Theodors gefeiert werden.
Traitteur sah sich schließlich durch Geldmangel (die ausstehende „Schankung“ – vereinbarter Vorschuss/Abschlagszahlung – in Höhe von 30.000 Gulden wurde nicht bezahlt) gezwungen, die Arbeiten einzustellen, und schaffte es nicht, die Bedingungen eines dritten Vertrags einzuhalten, obwohl er neue Arbeiter eingestellt, einen Steinbruch eingerichtet und zwei Ziegeleien errichtet hatte. Die Belagerung Mannheims 1795 machte allen Bemühungen ein Ende. Die Franzosen benutzten die Holzdeicheln als Brennholz, die Österreicher schütteten den Leitungskanal aus militärischen Gründen zu. Im Jahr 1797 konstatierte die Hofkammer, dass es unmöglich sei, die Arbeiten an der Wasserleitung fortzusetzen. So kam am 22. März 1798 zwischen Traitteur und der Kammer ein Vergleich zustande, wodurch alle früheren Verträge aufgehoben und für Traitteur eine Entschädigung in Staatsobligationen festgesetzt wurde. Sie wurden ihm selbst nach langen Prozessen nicht ausgezahlt.
Gegen Ende des 19. Jahrhunderts wuchs die Einwohnerzahl Mannheims rasch, was zur Folge hatte, dass die Versorgung aus dem Käfertaler Wasserwerk bald nicht mehr ausreichte. Die Stadt brauchte daher einen eigenen Wasserturm. Der ausgewählte Standort war ideal, da von hier aus nur kurze Leitungswege zu den Haushalten in der Innenstadt, zur Schwetzingerstadt, zum Lindenhof und zu der damals gerade entstehenden Oststadt nötig waren.

### Standortwahl
Im Jahr 1882 wurde der österreichische Ingenieur Oskar Smreker mit dem Aufbau der Mannheimer Wasserversorgung verpflichtet. Er erstattete 1884 dem Mannheimer Stadtrat einen Bericht, in dem er feststellte, dass der Grundwasserstrom im Käfertaler Wald genügend gutes Trink- und Brauchwasser liefern könne. Den täglichen Wasserverbrauch setzte er dabei auf 100 Liter pro Person an. Ein Hochbehälter sollte vor dem Heidelberger Tor aufgestellt werden und dem Ausgleich von Druckschwankungen dienen, denn natürliche Anhöhen gibt es in der Umgebung von Mannheim nicht. Die Kosten der Anlage veranschlagte er auf zwei Millionen Mark, davon 244.000 Mark für das Hochreservoir. Die Platzwahl fiel nicht von ungefähr auf die Stelle vor dem Heidelberger Tor, denn dort waren bereits seit 1872 Planungen für eine Stadterweiterung im Gange.
Eine Sachverständigenkommission begutachtete Smrekers Bericht und kam zu folgendem Urteil:

„Das in Aussicht genommene und untersuchte Versuchsfeld gewährleistet die dauernde Bezugssicherheit der für die Versorgung der Stadt Mannheim in Aussicht genommenen Wassermenge und verdient, namentlich der Beschaffenheit seines Wassers wegen, den Vorzug vor allen anderen etwa noch in praktischen Betracht kommenden Bezugsorten.“

Am 26. November 1884 kam es zu einem Abkommen mit der damals noch selbstständigen Gemeinde Käfertal, in dem die Stadt Mannheim ein Gelände von 1,8 Hektar Größe im Käfertaler Gemeindewald kaufte und dafür 64.000 Goldmark zahlten. Käfertal bekam die Aufstellung von drei Hydranten zugesagt und beide Seiten verpflichteten sich, „im Bereich der Wasserleitungsanlage niemals selbst weder eine Fabrik noch eine sonstige das Wasserwerk schädigende Anlage zu errichten oder dortiges Gelände zu gleichem Zwecke an Dritte zu verkaufen oder zu verpachten.“

### Architektenwettbewerb

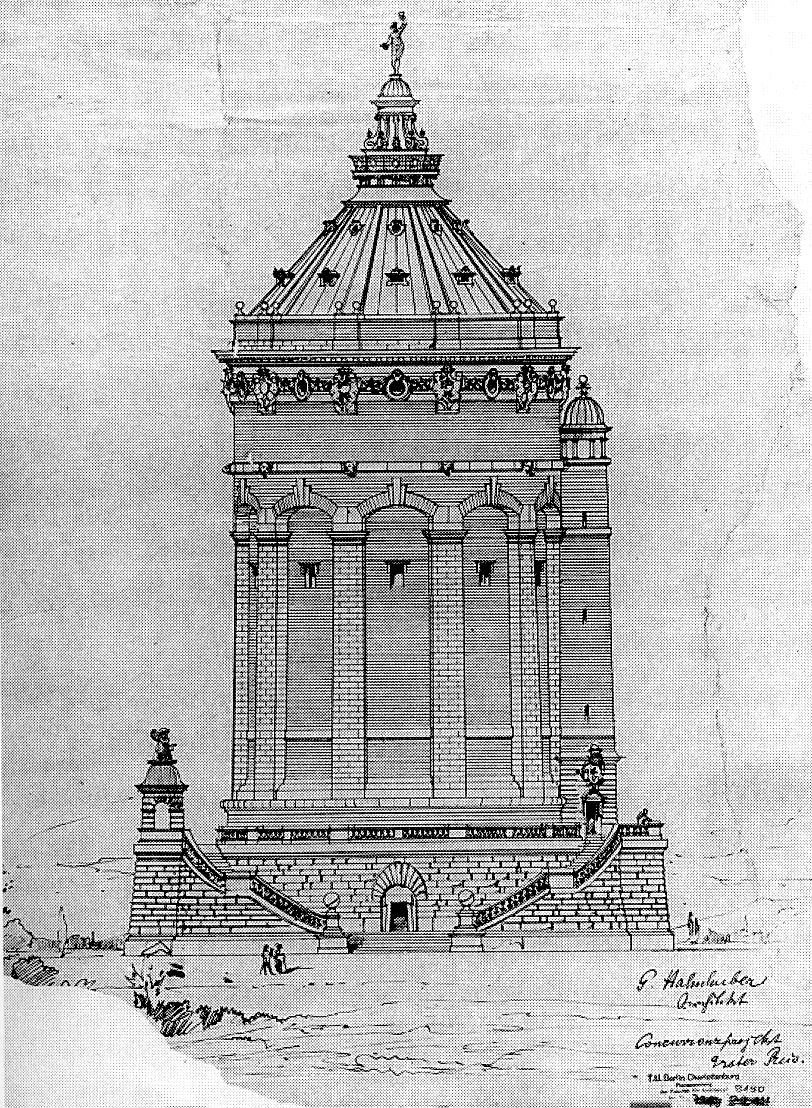
Erstentwurf von Gustav Halmhuber

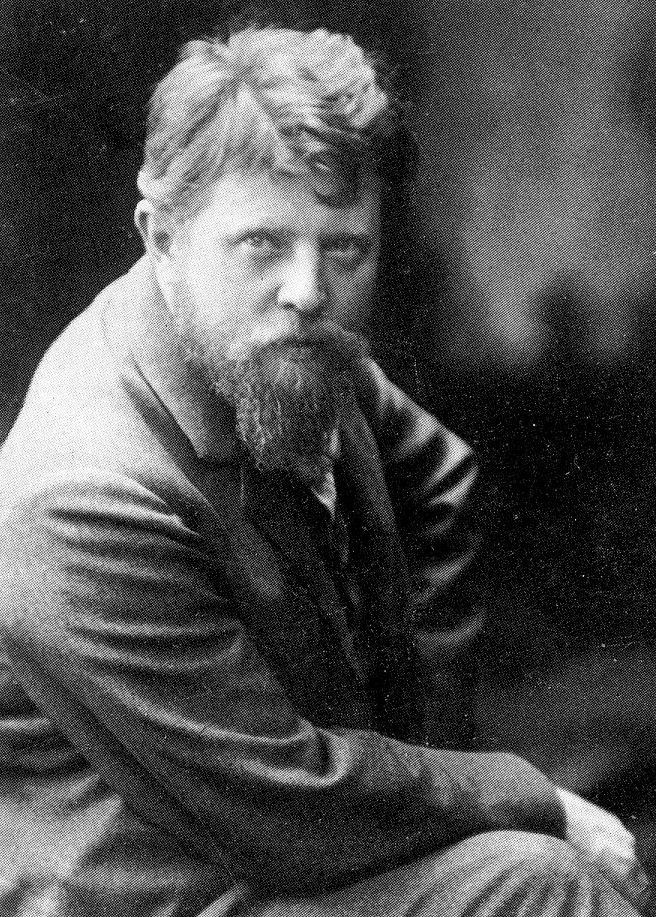
Architekt des Wasserturms Gustav Halmhuber, 1897

Im Oktober 1885 wurde ein Wettbewerb zum Bau eines Wasserturms in Mannheim reichsweit ausgeschrieben. In der Ausschreibung hieß es:

„Der Bau soll in seinem Äußeren eine architektonisch einfache, aber würdige, und seiner Bestimmung entsprechende Durchbildung erhalten. In dieser Richtung sei bemerkt, daß die in Aussicht genommene Baustelle sich in einer der besten Baulagen der Stadt befindet und von modernen Häusern mit theilweise reicher Architektur umrahmt ist.“

Gefordert war also ein Wasserturm, der nicht nur als Zweckbau dienen, sondern der sich architektonisch in die Umgebung einfügen sollte. Das Preisgericht hatte die Entwürfe von 74 Architekten zu beurteilen. Die meisten Einsender begnügten sich mit dekorierten Eisenkonstruktionen, die sich stark von dem Siegerentwurf unterschieden.
Der Erste Preis war mit tausend Mark dotiert und wurde dem Entwurf zuerkannt, der unter dem lateinischen Motto „ars longa, vita brevis“ (deutsch: „Die Kunst ist lang(lebig), das Leben ist kurz.“) eingereicht worden war und von dem 23-jährigen Stuttgarter Architekten und Maler Gustav Halmhuber, einem Schüler von Christian Friedrich Leins, stammte. Halmhubers Entwurf zeigte einen monumentalen Rundturm, dessen Fassade mit gelbem Sandstein verkleidet werden sollte und damit auf historische Vorbilder aus der römischen Antike zurückgriff. Dieser Turm ist in vier Geschosse gegliedert, hat zwei Freitreppen, einen Umgang und zwei Eingänge. Der Sockel selbst steht auf sieben Meter tiefen betonierten Fundamenten. Der zweite Preis in Höhe von 600 Mark ging an die hannoverschen Architekten Hecht und Siepmann für ihren Entwurf mit dem lateinischen Motto „medium tenuere beati“ (deutsch: „Die Glücklichen haben (immer) die Mitte gehalten“).
Der endgültige Baubeschluss fiel am 25. Februar 1886: Gustav Halmhuber wurde per Telegramm davon in Kenntnis gesetzt, dass er mit der Ausführung des Turmes beauftragt sei und mit der Ausarbeitung von Detailplänen beginnen könne.
Bereits vor dem ersten Spatenstich wurde Architekt Halmhuber nach Berlin abberufen, wo er am Bau des Reichstagsgebäudes mitwirkte. Die Bauleitung wurde daher dem Ingenieur Oskar Smreker übertragen, der vielfach zwischen Halmhuber und der Stadt zu vermitteln hatte. Da Halmhuber lediglich die Form und Fassade des Turms, nicht aber die konstruktive Beschaffenheit des Wasserbehälters wie auch vieler sonstiger technischer Dinge vorgegeben hatte, trug Smreker durch seine technischen Planungen noch viel zur Ausgestaltung des Turms im Innern bei. Smreker konstruierte einen Hängebodenbehälter, der in etwa auf Höhe der Segmentböden lag und ungefähr bis zum Hauptgesims reichte.

### Bau

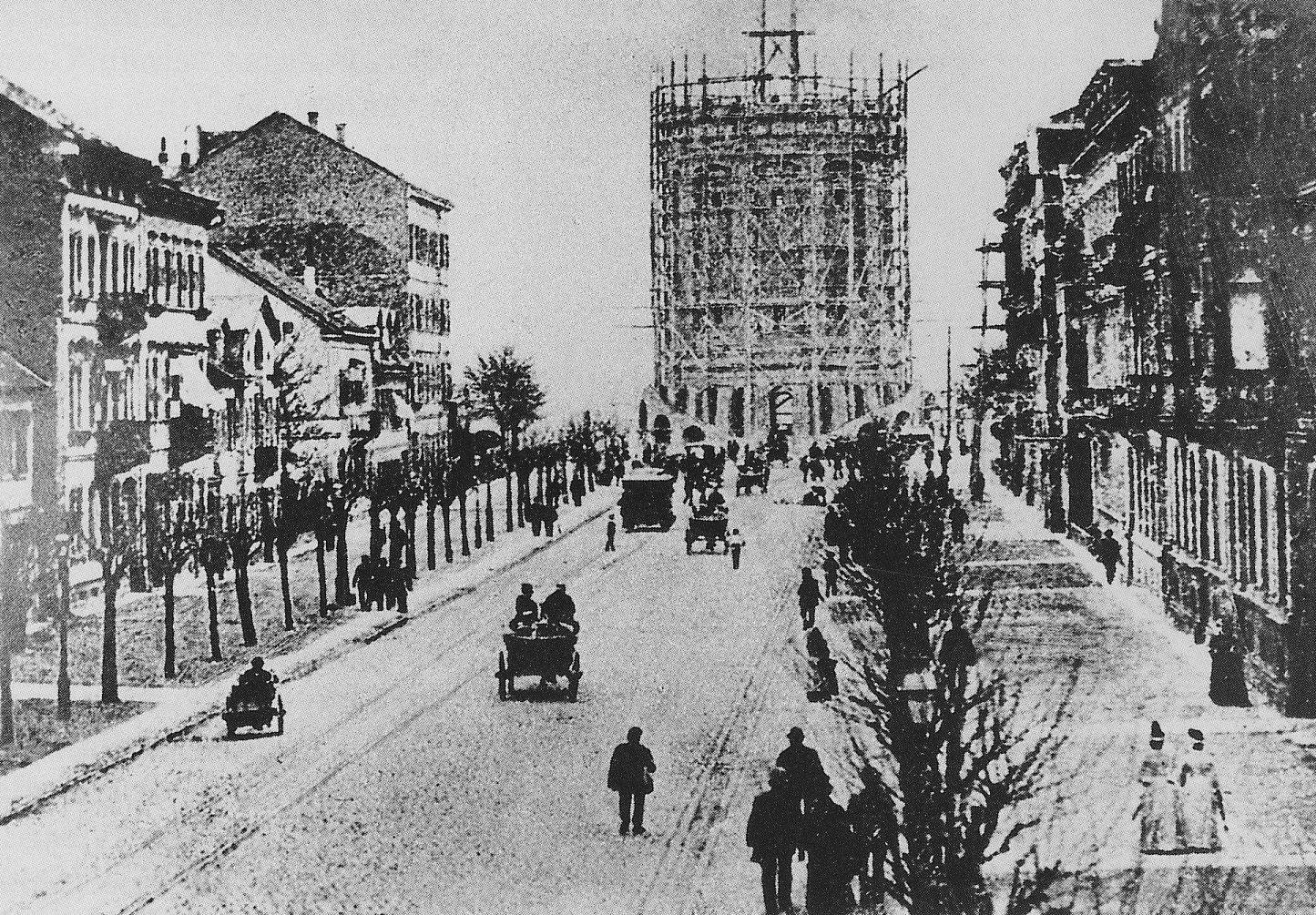
Wasserturm im Bau, 1887 (von den Planken aus)

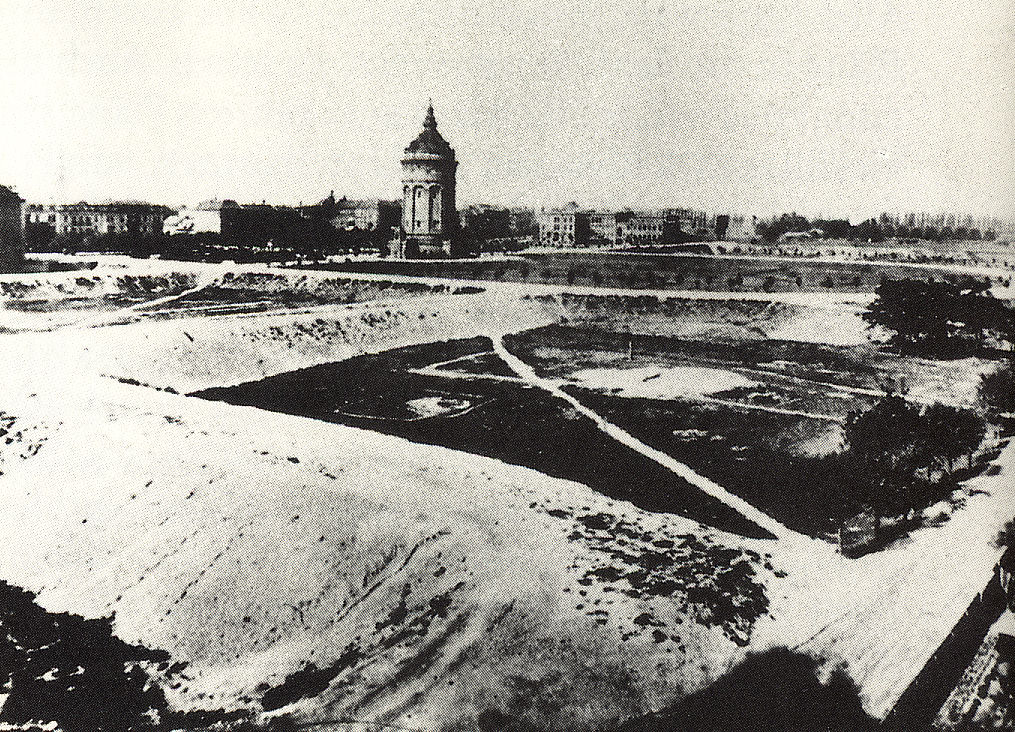
Unbebautes Gelände um den Wasserturm, 1889

Am 1. Juli 1886 war der erste Spatenstich zum Bau des Wasserwerks. Für das Projekt war ein Kredit von 1,975 Millionen Mark bewilligt. Die Kosten stiegen aber im Verlauf der drei Jahre dauernden Bauphase auf 2.374.288 Mark an. Der größte Posten war die Kostensteigerung beim Bau des Wasserturms. Mit den Bauarbeiten wurde die Baufirma Joseph Hoffmann u. Söhne in Ludwigshafen a. Rh. beauftragt, die auch in Mannheim eine Niederlassung hatte. Sie musste dafür eine Kaution in Höhe von 20.000 Mark hinterlegen. Die Baufirma übersah jedoch anscheinend, ihre Kaution zu verlängern, so dass sie deswegen alsbald angemahnt wurde. Auch mit dem Zeitplan war die Firma im Verzug. Am 8. Mai 1889 forderte die Bauleitung die Firma „Joseph Hoffmann u. Söhne“ ultimativ auf, bis zum 10. Mai alle noch anfallenden Arbeiten zu erledigen. Da die Firma dieser Aufforderung nicht Folge leistete, musste sie nun die Folgen tragen. Denn nun stellte die Bauleitung „eine entsprechende Anzahl Bildhauer gegen ein Tagegeld von M 5,50 auf Ihre Kosten“ ein.
Zum Ärger mit der Baufirma kam, dass sich der Architekt Halmhuber nicht mehr aus Berlin nach Mannheim bewegen ließ und er kein Interesse mehr am Mannheimer Wasserturm zu haben schien. Ein dringend angefordertes Gipsmodell für das Puttenfries übersandte er nur mangelhaft verpackt, so dass es zerbrochen in Mannheim eintraf. Er selbst kam mehreren Aufforderungen der Stadt nicht nach, persönlich den Bau voranzutreiben. Nachdem er weitere von seinen Plänen abweichende Detailpläne für Terrassen und Seitentürmchen übersandt hatte, traf er schließlich im Mai 1888 doch noch persönlich ein. Die vollständige Übergabe aller Pläne zögerte sich bis Oktober 1888 hinaus. Inzwischen hatte die sich an den Friedrichsplatz anschließende Stadterweiterung bereits erste Formen angenommen und auch auf dem Friedrichsplatz selbst war eine erste Wasserfontäne errichtet worden.
Am 14. März 1889 war der Turm soweit vollendet, dass die Gerüste bald abgetragen werden konnten. Erneut lud die Stadt Mannheim den Architekten zu einer Besichtigung ein. Es ist allerdings nicht bekannt, ob Halmhuber noch einmal nach Mannheim gekommen ist.
Die Bürger der Stadt Mannheim konnten sich ab 1887 freiwillig für den Anschluss an die Wasserversorgung anmelden. Bis zur Fertigstellung des Wasserturms gab es 2.263 Anschlüsse, bei etwa 75.000 Bewohnern der Stadt. Selbst bis zum Jahr 1900 wurden lediglich 5.170 Anschlüsse installiert, obwohl die Einwohnerzahl bis dahin auf über 120.000 gestiegen war. Die Teilnahme war mit Kosten verbunden.

### Zerstörung und Wiederaufbau
Bei der Bombardierung Mannheims im Zweiten Weltkrieg wurde der Turm schwer getroffen, wobei insbesondere das Dach zerstört wurde, während der Wasserbehälter vergleichsweise einfach repariert werden konnte.
Die Mannheimerin Mundart-Dichterin Erna Rück schrieb in ihrem Gedicht mit dem Titel Mei liewes Mannem (Mein liebes Mannheim):
De Wasserturm, die Planke,

Des alles is verheert,

die schwerste Heiser sanke

Wie Dreck grad in die Erd.
Bis in die 1950er Jahre trug der Turm lediglich ein Behelfsdach. Da der Wasserverbrauch durch die Neubebauung der zerstörten Mannheimer Innenstadt stark anstieg, war die Erhöhung des Wasserdrucks notwendig. Die Stadt plante daher, das Volumen des Wasserturms von 2000 auf 3000 Kubikmeter zu steigern, wofür der Turm hätte erhöht werden müssen, was angesichts des im Krieg zerstörten Daches keiner Zerstörung der noch vorhandenen Bausubstanz bedurft hätte. Die Stadt hat 1955 daher einen Ideenwettbewerb zur Erhöhung des Turms ausgeschrieben, den der Architekt Rolf Volhard gewann. Sein Entwurf sah einen neuzeitlichen Aufsatz für den Turm vor, als trennendes Element zwischen altem Sockel und neuem Aufsatz wäre ein rundum verglaster Balkon angebracht worden. Der Siegerentwurf löste Entrüstung unter der Bevölkerung aus, so dass die Planungen verworfen wurden und sich der Mannheimer Gemeinderat 1962 für eine originalgetreue Rekonstruktion des Turms entschied, die 1963 durchgeführt wurde. Die Rekonstruktion erfolgte unter der Leitung von Ferdinand Mündel. Die Amphitrite auf der Spitze des Turms von Johannes Hoffart wurde von Hayno Focken nachgebildet.
Der Turm wurde 1986/87 restauriert und steht seit 1987 unter Denkmalschutz. Seitdem fanden verschiedene kleinere Renovierungen statt.

### Rezeption

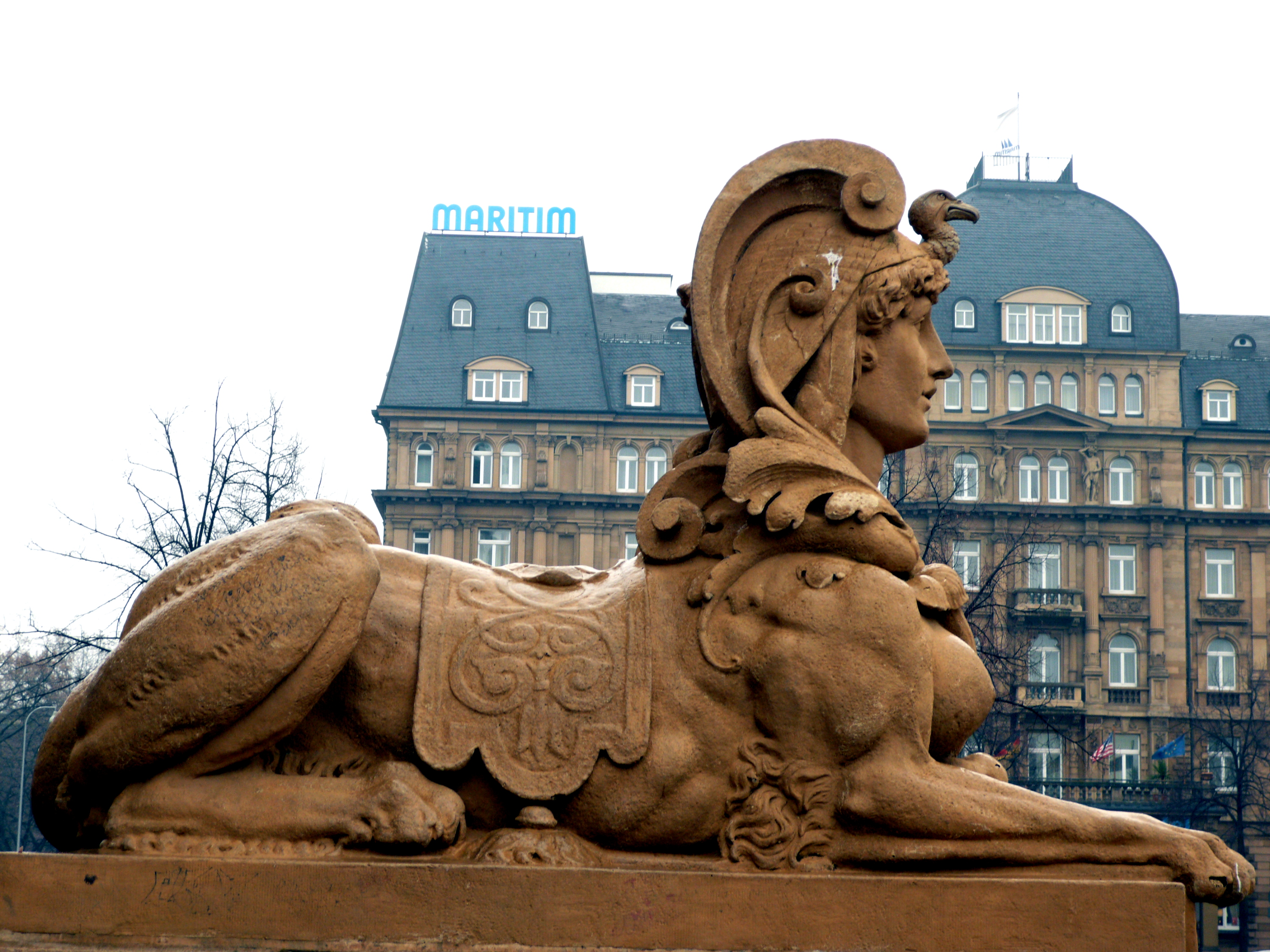
Sphinx, Seitenansicht

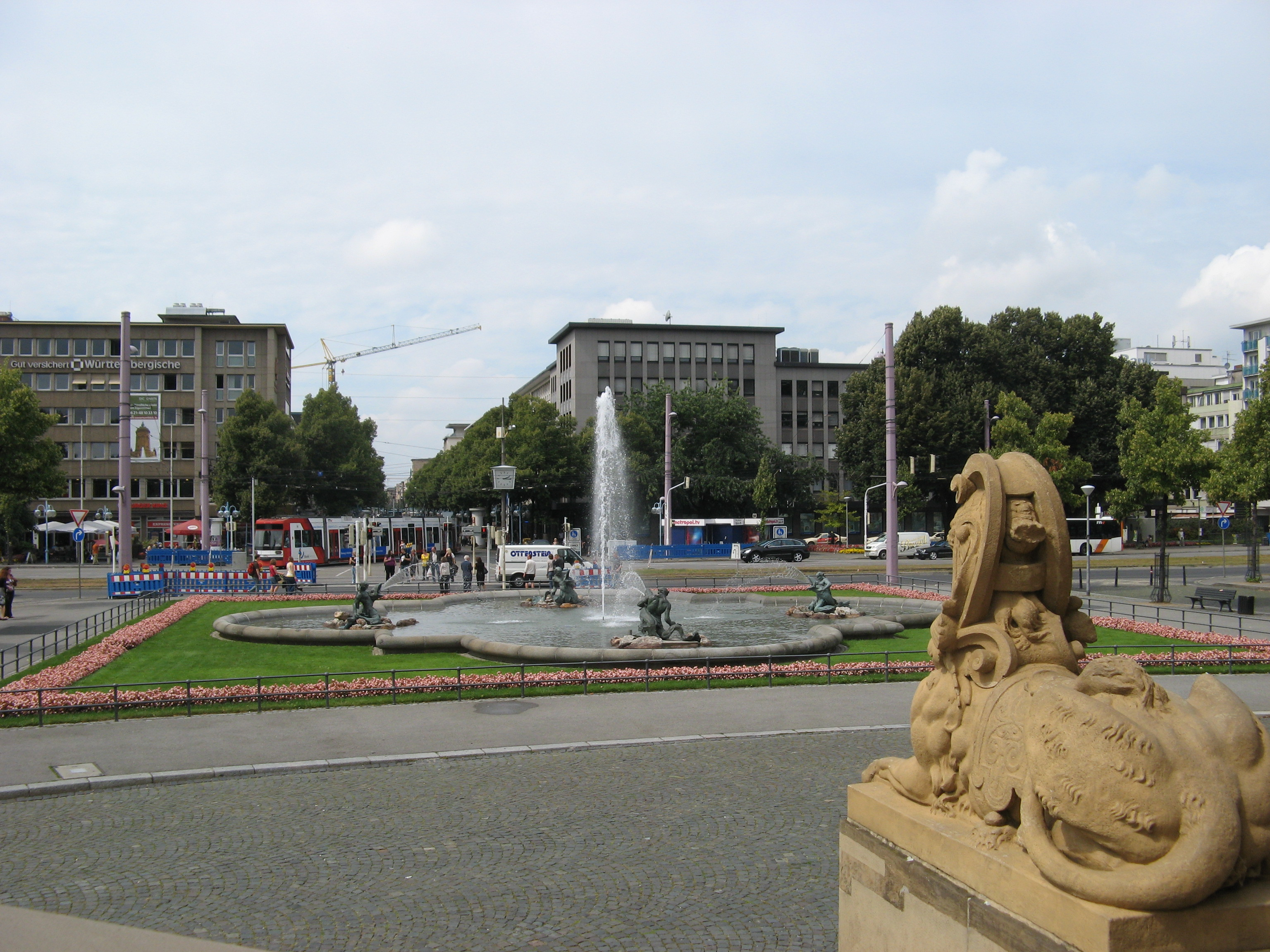
Springbrunnen am Wasserturm

Da zum Zeitpunkt des Baus das technische System der Wasserbehälter bereits als überholt galt, meldeten sich kritische Stimmen, die forderten, man solle auf die „runde Grabkapelle“ verzichten und anstatt eines Denkmals einen modernen Wasserturm bauen.
Andere Bürger der Stadt hingegen waren von dem Bauwerk sehr angetan. In einer Mannheimer Zeitung vom 20. April 1888 äußerte ein unbekannter Mundartdichter in kurpfälzischem Dialekt seine Freude und Bewunderung über den neuen Wasserturm:
„Ihr Mannemer, ihr liewe Leit,

Was is des vor e grossi Zeit

Mer dut fascht däglich was erlewe

Ich meen, so war’s noch nie wie ewe –

Bedenkt, im Käfferdeler Wald

Dort bumbe se’s so frisch und kalt,

Dann treiwe se’s dorch Wiese, Ecker,

Un mitte unne dorch de Necker

In ee riesig grosse Rehr,

Mer ment nit, daß es meeglich wär.

So kummt’s ans Heedelberger Dor

Drum schteht der große Dorm devor.“
Der Mannheimer Mundartdichter Ludwig Levy veröffentlichte 1898 seine Humoristischen Dichtungen in Pfälzer Mundart und erklärt dabei das Wort Dorn:

„Weescht was e Dorn iss? E Dorn iss in Mannem e Thurm, wo manchem e Dorn im Aag iss. Unn so e Dorn iss d’r Mannemer Wasserthurm, s’würdigschte Monument for alle gegewärtige unn zukinftige Wasserdichter.“

Von einem Wasserdorn spricht auch der Mannheimer Mundartdichter Hanns Glückstein in seinem Gedicht mit dem Titel Die Weltstadt Mannem:
„Aach gege unsern Wasserdorn,

Nee, nee, dess sinn keen Bosse,

Do kann in Wien de Stephansthurm

sich glei begrawe losse.“
Der Mannheimer Morgen erlaubte sich einst einen Aprilscherz, als er meldete:

„Bulgarischer Verpackungskünstler Christo Javacheff will den Wasserturm in einen Super-Vorhang hüllen.“

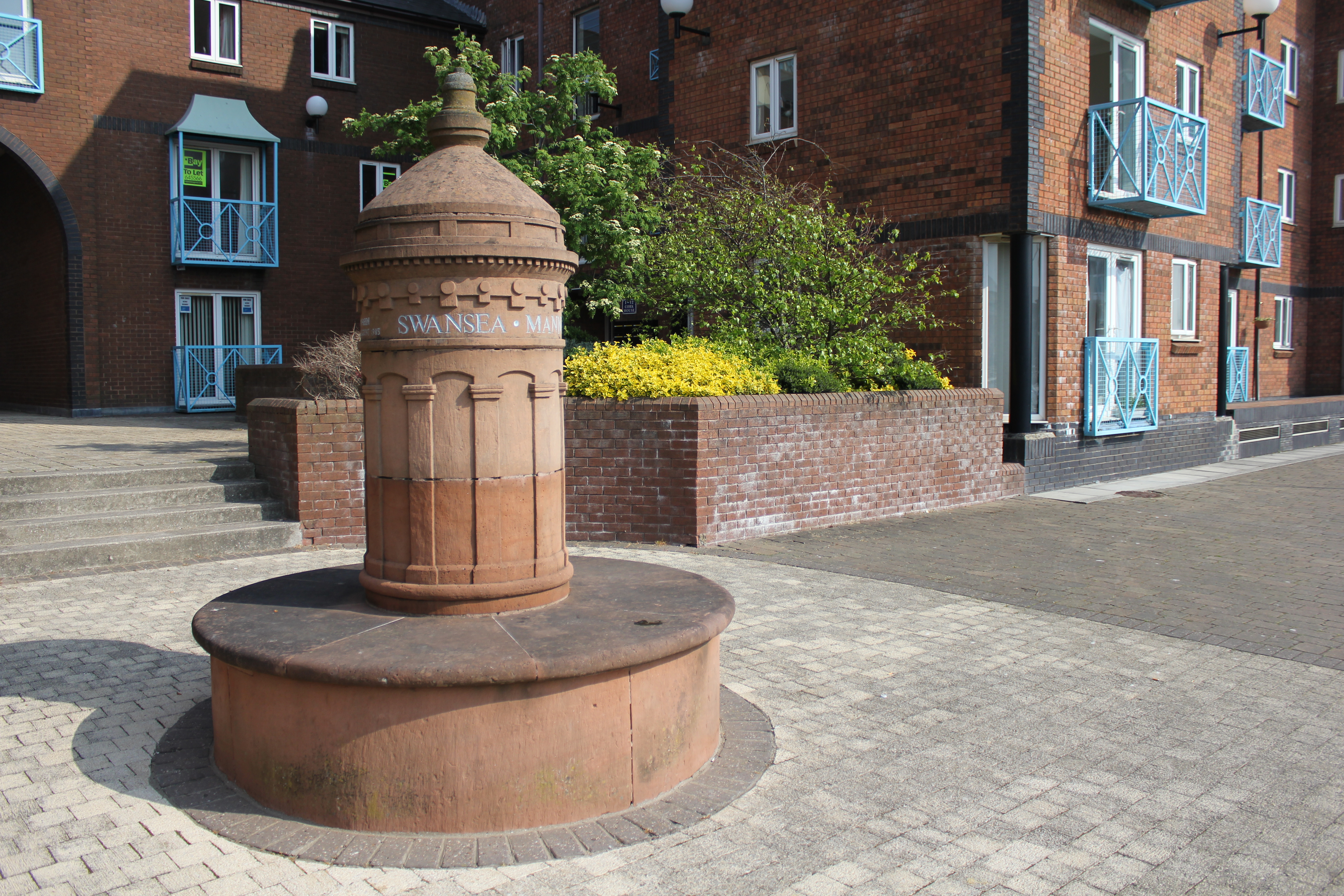
Replik des Wasserturms in Swansea

Weiter hieß es, der weltbekannte Verhüllungskünstler Christo wolle „diese sinnlose Attrappe ohne Funktion“ einwickeln, verhüllen und kräftig verschnüren. Heute wolle er erst einmal Maß nehmen. Den Wasserturm habe er zufällig auf einer Fahrt nach Heidelberg entdeckt, wo er das Amerikahaus verhüllte. Nicht wenige Menschen kamen um 14 Uhr zum Wasserturm. Ein älterer Mann wollte „diesem Christo die Meinung sagen“ und ein Galerist wollte Fotos von der Aktion machen.
In Swansea, der Partnerstadt Mannheims, findet sich im Gebiet der ehemaligen Docks eine 2,60 Meter hohe Nachbildung des Wasserturms. (Lage) Sie wurde im August 1985 in Anwesenheit des damaligen Oberbürgermeister Gerhard Widder eingeweiht.

## Baustil

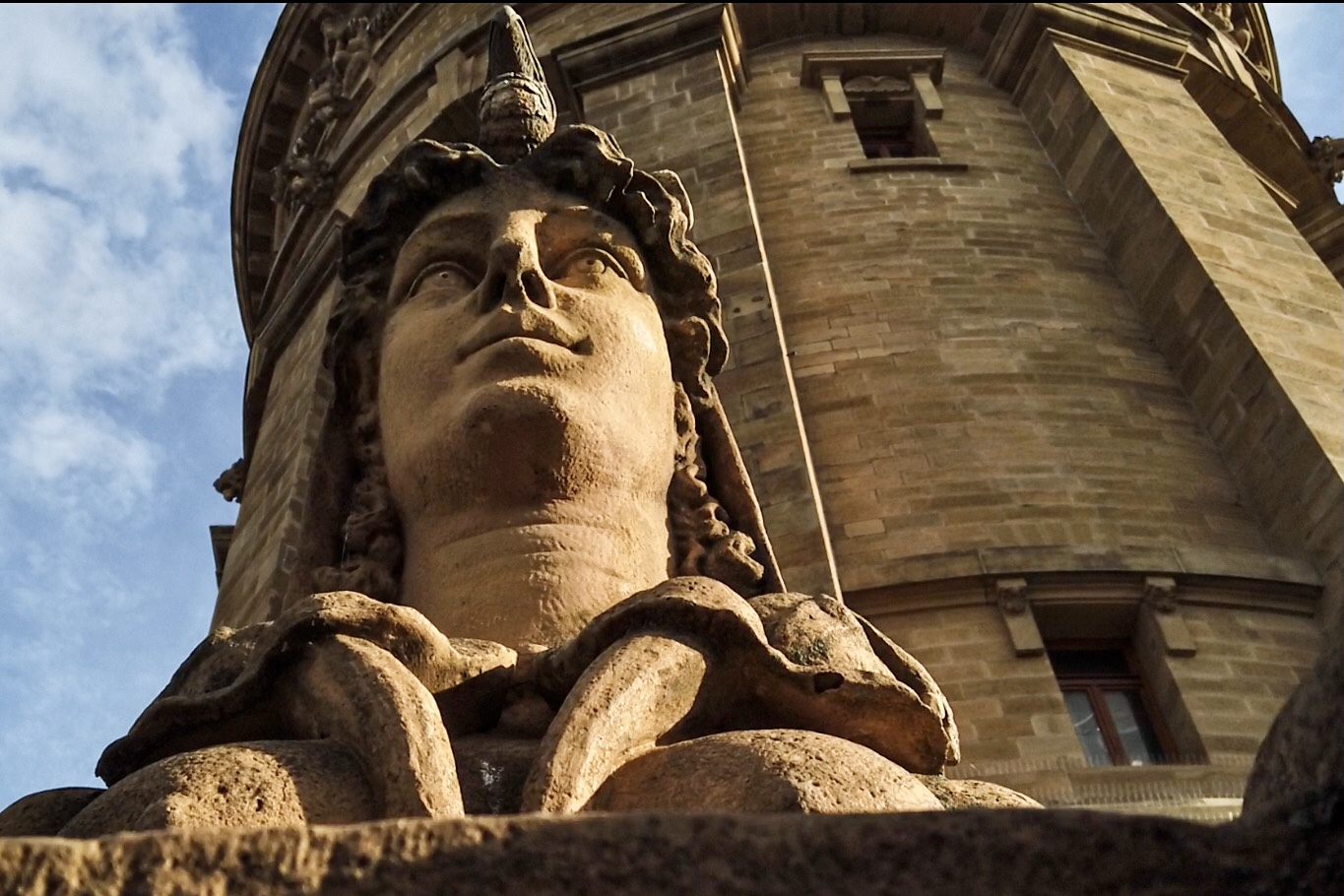
Wasserturm Mannheim mit Sandsteinfigur vom Bildhauer Ernst Westphal

Mit dem Bau wollte die aufstrebende Stadt technisch und städtebaulich ein Zeichen setzen. Die Gestaltung sollte also außergewöhnlich, imposant und zeitlos schön sein.
Römischer Monumentalstil und neubarocke Elemente bildeten die Grundlagen der Architektur und sind heute Teil der größten zusammenhängenden Anlage des deutschen Jugendstils. Der Bildhauer Ernst Westphal schuf die Sandsteinfiguren am Turm. Auf dem kegelförmigen, in Teilflächen gegliederten Kupferdach befindet sich eine etwa 3,50 m hohe, von Johannes Hoffart entworfene und in Kupferblech ausgeführte Statue der Amphitrite, der Gattin des Meeresgottes Poseidon aus der griechischen Mythologie. Das kleine Wasserbecken wird von mehreren Figuren von Nixen und Tritonen aus Bronze verziert. Zentauren aus Stein schmücken das große Wasserbecken.
Bei Dunkelheit bietet die Anlage durch die Beleuchtung des Turmes und der Wasserspiele (an Wochenenden und Feiertagen auch bunt beleuchtet) ein äußerst stimmungsvolles Bild.

## Lage

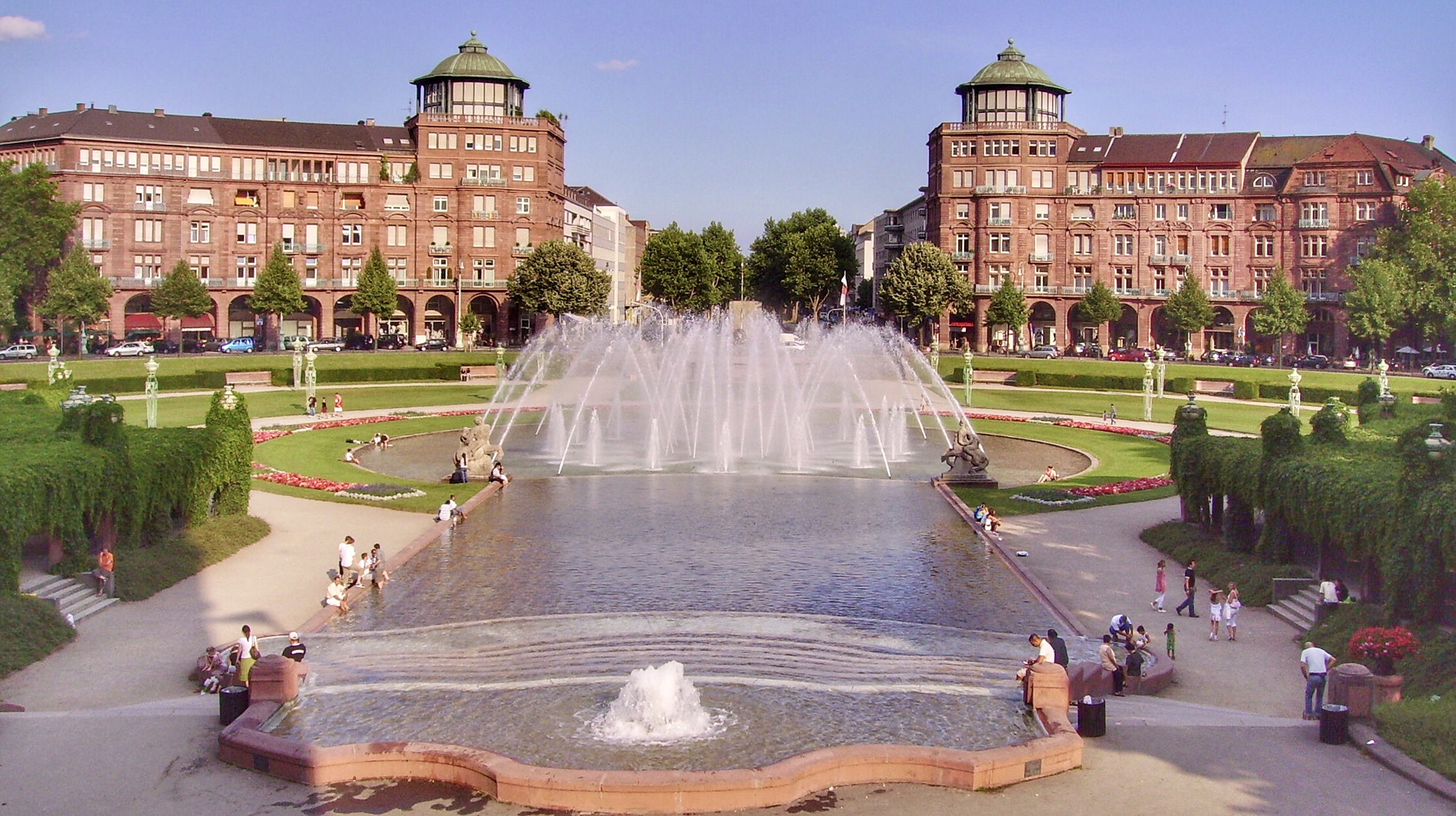
Wassertreppen und Jugendstilhäuser

Der Friedrichsplatz, auf dem der Turm steht, ist umgeben vom Rosengarten, der Kunsthalle und einigen halbrunden Arkadenbauten.
Die Anlage ist in der Sommerzeit ein beliebter Treffpunkt. Im Winter findet hier auch alljährlich ein Weihnachtsmarkt statt.
Die Anlage um den Wasserturm wurde in den Jahren 1899 bis 1903 nach Plänen des Berliner Architekten Bruno Schmitz als halbkreisförmiger Park gestaltet. Um den Platz herum führt eine Rondellstraße, an der vier Arkadenhäuser liegen. Der Park selbst liegt rund 2,50 Meter tiefer als die Straße und hat vier Zugänge über Freitreppen: am Wasserturm, am Ausgang zur Augustaanlage, Richtung Rosengarten sowie Richtung Kunsthalle. Zwischen den Freitreppen und dem Wasserturm befindet sich eine Kaskade, aus der Wasser in ein großes Wasserbecken läuft. Vom Wasser aus läuft eine Pergola halbkreisförmig in den Park.

## Technik

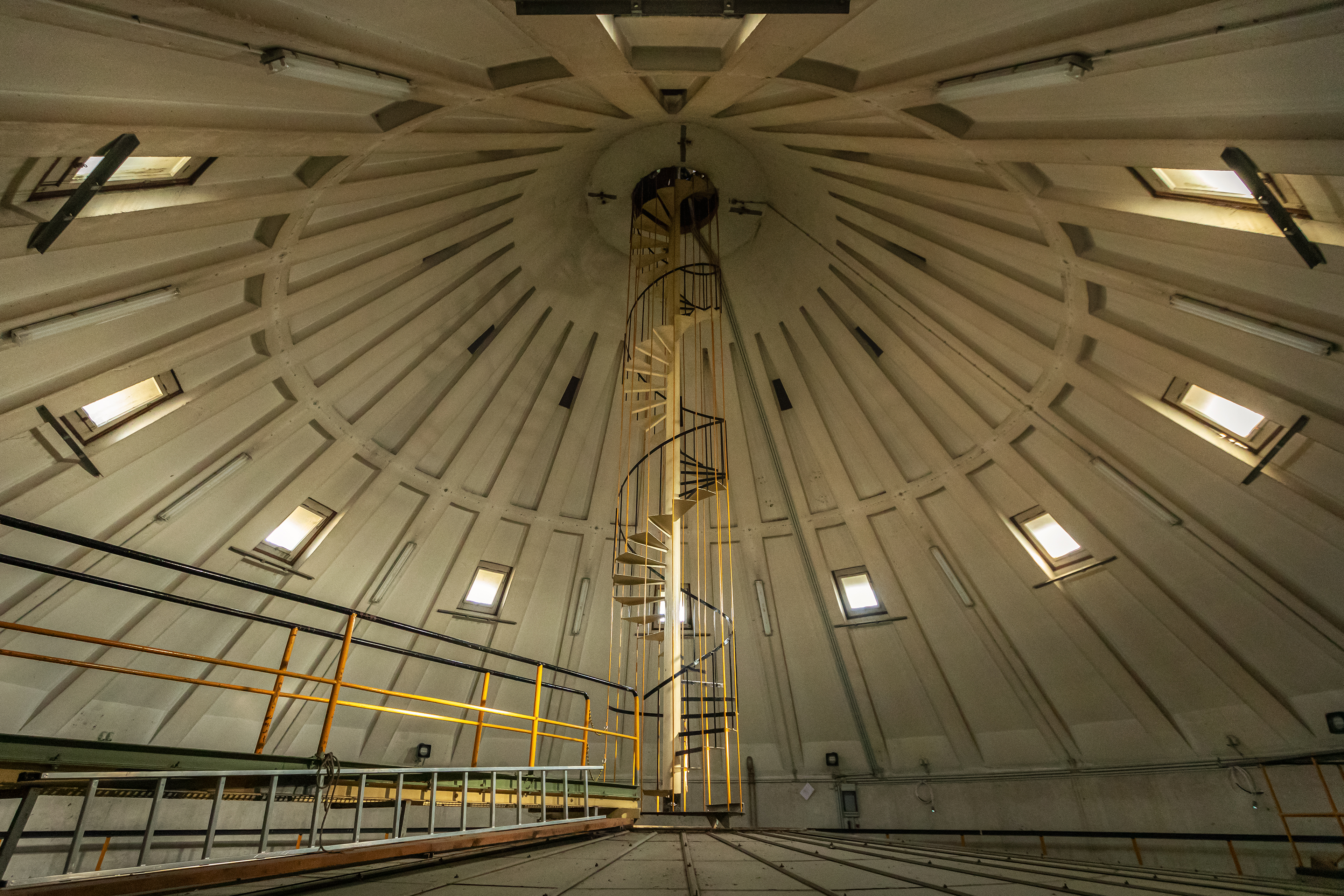
Im Inneren des Wasserturms

In früheren Zeiten war es in der Rheinebene notwendig, Wassertürme mit Hochbehältern zu bauen. Sie dienten als Vorratsspeicher für Trinkwasser und sorgten für einen konstanten Wasserdruck im Versorgungsnetz. Durch ein einfaches physikalisches Prinzip (Gesetz der kommunizierenden Röhren) war es möglich, das Wasser in den Hausleitungen auf die gleiche Höhe wie die des Vorratsbehälters im Turm steigen zu lassen. Das Fassungsvermögen des Hängebodenbehälters betrug 2000 Kubikmeter. Für Wartung und Instandhaltung sorgt die MVV (Mannheimer Versorgungs- und Verkehrsgesellschaft). Seit dem Bau des Wasserturms Luzenberg im Jahr 1909, der fortan für einen konstanten Wasserdruck sorgte, war der Wasserturm am Friedrichsplatz nur noch reiner Vorratsspeicher. Zuletzt war der Turm nur noch als Notreserve in den Betrieb der städtischen Wasserversorgung eingebunden, wobei das Wasser zur Vermeidung von langen Verweilzeiten regelmäßig umgewälzt wurde und etwa die Hälfte des Reservoirinhalts zu den morgendlichen Stoßzeiten zwischen 6 und 8 Uhr ins Netz gepresst wurden. In den 1980er Jahren wurde die Anlage letztmals aufwändig saniert. Der Turm ist seit dem Jahr 2000 nicht mehr in die allgemeine Wasserversorgung eingebunden.